# Clarisse Machanguana
Clarisse Machanguana (Maputo, 4 de octubre de 1976) es una baloncestista profesional de Mozambique. Ha jugado internacionalmente en Estados Unidos (WNBA de 1999–2002) y en España (Fútbol Club Barcelona desde 2003). También representó a Mozambique en los Juegos de la Lusofonía de 2016 en Macao, China.

## Trayectoria deportiva
En 1999, Machanguana fue elegida en segunda ronda del WNBA Draft (la 16.ª) por Los Angeles Sparks. Jugó en la Universidad de Old Dominion. En 1997, jugó la Final Four del Torneo.
Con los Sparks, jugó 59 partidos en 2 temporadas, fue titular en 1 y promedió 3,1 puntos por partido. En 2001, Machanguana jugó con las Charlotte Sting 30 partidos, siendo titular en 8 de ellos y promediando 5,4 puntos por juego. 
En su última temporada en la WNBA, Machanguana jugó con las Orlando Miracle 29 partidos, siendo titular en 25 de ellos y promediando 4,8 puntos por juego. Dejó la WNBA tras la temporada 2002, y se unió al F.C. Barcelona en España. 
En los Juegos de la Lusofonía de 2016 lideró a la Selección femenina de baloncesto de Mozambique hasta la medalla de oro.

## Labor solidaria
Fue la fundadora de la Fundación Clarisse Machanguana que buscar crear oportunidades para los jóvenes mozanbiqueños a través del deporte, la educación y la promoción de la salud. Desde la fundación ha impulsado campañas para sensibilizar a la juventud de su país sobre el VIH.
En abril de 2016 Clarisse puso en marcha la iniciativa Anda Comigo, cuya acción principal fue una caminata de 3.000 kilómetros que atravesaba Mozambique. El punto de partida era la ciudad de Pemba, al norte del país, y terminaba en Maputo, al sur.
En 2016 fue nombrada embajadora de Unicef en Mozambique como reconocimiento a su compromiso con los niños desfavorecidos.